# Gary Woodland
Gary Woodland, né le 21 mai 1984 à Topeka, est un golfeur professionnel américain évoluant sur le PGA Tour. En 2019, il remporte son premier tournoi majeur, l'US Open.

## Victoires Professionnelles (12)

### Victoires sur le PGA Tour (6)
| Legend                               |
| Tournois Majeurs (1)                 |
| Autres victoires sur le PGA Tour (3) |

| No. | Date           | Tournois                      | Score           | Rapport au par | Ecart de victoire | Adversaire(s)               |
| --- | -------------- | ----------------------------- | --------------- | -------------- | ----------------- | --------------------------- |
| 1   | 20 mars 2011   | Transitions Championship      | 67-68-67-67=269 | −15            | 1 stroke          | Webb Simpson                |
| 2   | 4 août 2013    | Reno-Tahoe Open               | 14-7-16-7=44    | 44 pts         | 9 points          | Jonathan Byrd Andrés Romero |
| 3   | 4 février 2018 | Waste Management Phoenix Open | 67-68-67-64=266 | -18            | 3 strokes         | Chez Reavie                 |
| 4   | 16 juin 2019   | Open américain                | 68-65-69-69=271 | −13            | 3 strokes         | Brooks Koepka               |

## Championnats majeurs

### Résultats par saison
| Tournament            | 2009 | 2010 | 2011 | 2012 | 2013 | 2014 | 2015 | 2016 | 2017 | 2018 |
| --------------------- | ---- | ---- | ---- | ---- | ---- | ---- | ---- | ---- | ---- | ---- |
| Masters               |      |      | T24  | WD   |      | T26  | CUT  |      | CUT  | CUT  |
| Open américain        | T47  | CUT  | T23  | CUT  |      | T52  | CUT  |      | T50  | T36  |
| Open britannique      |      |      | T30  | T34  |      | T39  | T58  | T12  | T70  | T67  |
| Championnat de la PGA |      |      | T12  | T42  | 74   | CUT  |      | CUT  | T22  | T6   |

| Tournoi               | 2019 |
| --------------------- | ---- |
| Masters               | T32  |
| Championnat de la PGA | T8   |
| Open américain        | 1    |
| Open britannique      |      |

- Victoire
- Top 10
- Did not play, non disputé
- CUT : éliminé après les deux premiers tours d'un tournoi
- T : Place partagée